# Landstuhl (stacja kolejowa)
Landstuhl (niem.: Bahnhof Landstuhl) – stacja kolejowa w Landstuhl, w kraju związkowym Nadrenia-Palatynat, w Niemczech. Według DB Station&Service ma kategorię 3. Węzeł kolejowy na linii Mannheim – Saarbrücken. Stacja znajduje się w obszarze sieci Verkehrsverbund Rhein-Neckar (VRN) i należy do strefy taryfowej 844. Od grudnia 2006 zatrzymują się tutaj pociągi linii S1 S-Bahn Rhein-Neckar. Obecnie stacja jest w przebudowie, prace budowlane mają się zakończyć na wiosnę 2019.

## Linie kolejowe
- Linia Mannheim – Saarbrücken
- Linia Landstuhl – Kusel

## Połączenia
| Linia       | Trasa | Takt                                                   |
| ----------- | --- | ------------------------------------------------------ |
| S1          | Homburg (Saar) – Landstuhl – Kaiserslautern – Hochspeyer – Neustadt (Weinstr) – Mannheim – Heidelberg – Eberbach – Mosbach (Baden) – Osterburken | godzinny                                               |
| S3          | Homburg (Saar) – Landstuhl – Kaiserslautern – Hochspeyer – Neustadt (Weinstr) – Mannheim – Heidelberg – Bruchsal – Karlsruhe                     | jedna para pociągów                                    |
| RE 7        | (Trier –) Saarbrücken – St. Ingbert – Homburg (Saar) – Landstuhl – Kaiserslautern – Neustadt (Weinstr) – Mannheim                                | dwie pary pociągów                                     |
| RE 1 RE 6=  | Koblenz – Trier – Saarbrücken – St. Ingbert – Homburg (Saar) – Landstuhl – Kaiserslautern – Neustadt (Weinstr) – Mannheim                        | godzinny                                               |
| RE 41 RE 60 | Trier – Saarbrücken – St. Ingbert – Homburg (Saar) – Landstuhl – Kaiserslautern – Neustadt (Weinstr) – Mannheim – Heidelberg                     | jedna para pociągów                                    |
| RE 67       | Kusel – Altenglan – Glan-Münchweiler – Landstuhl (– Kaiserslautern)                                                                              | godzinny (+ większa częstotliwość w godzinach szczytu) |
| RB 12       | Kusel – Altenglan – Glan-Münchweiler – Landstuhl – Kaiserslautern – Alsenz – Bad Kreuznach                                                       | dwie pary pociągów                                     |
| RB 70       | Kaiserslautern – Landstuhl – Homburg (Saar) – Saarbrücken                                                                                        | godzinny                                               |
| RB 71       | Kaiserslautern – Landstuhl – Homburg (Saar) – Saarbrücken – Merzig (Saar) (– Trier)                                                              | dwugodzinny (do Trewiru dwa pociągi dziennie)          |